# アレクサンドル・シャブリー
アレクサンドル・シャブリー（ロシア語: Александр Шаблий、英語: Alexandr Shabliy、1993年4月18日 - ）は、ロシアの男性総合格闘家。ロストフ州ロストフ・ナ・ドヌ出身。ペレスヴェートFT/アメリカン・トップチーム所属。

## 来歴
ロシア人の父親とダルギン人の母親との間に生まれる。松濤館流空手を始め、その後ボクシング、ムエタイ、近接格闘術と移行していった。2010年にプロ総合格闘技デビュー。

### Bellator
2021年5月21日、Bellator初参戦となったBellator 259でアルフィー・デイヴィスと対戦し、3-0の判定勝ち。
2022年6月24日、Bellator 282でライト級ランキング2位の元Bellator世界ライト級王者ブレント・プリムスと対戦し、右ストレートでダウンを奪いパウンドで2RKO勝ち。
2023年3月10日、Bellator 292のBellatorライト級ワールドグランプリ1回戦でライト級ランキング2位のトフィック・ムサエフと対戦。3Rにボディへの右前蹴りを放った際に足が滑ってローブロー気味にヒットし、ムサエフが試合続行不可能となったが、レフェリーや役員が審議した結果、続行不可能の原因がボディへの前蹴りによるものだと判断されたためシャブリーのTKO勝ちとなった。グランプリ準決勝進出を果たした。
2023年11月17日、Bellator 301のBellatorライト級ワールドグランプリ準決勝でライト級ランキング1位の元Bellator世界ライト級王者パトリッキー・ピットブルと対戦し、スタンドで終始圧倒して3-0の5R判定勝ち。グランプリ決勝進出を果たした。
2024年9月7日、Bellator Champions Series 4のBellator世界ライト級タイトルマッチで王者ウスマン・ヌルマゴメドフに挑戦し、0-3の5R判定負け。王座獲得に失敗した。
2025年3月19日にドーピング検査で禁止薬物の陽性反応を示し、USADA（米国アンチ・ドーピング機関）から6か月間の出場停止処分を受けた。
USADAの発表によれば、今回の処分はPFLアンチ・ドーピング規定に基づくもので、本来なら最大1年の出場停止もあり得たが、シャブリーの使用が故意でなかったこと、さらにEPOを投与した人物について有益な情報提供を行ったことが考慮され、6か月の処分となった。

## 戦績
| 総合格闘技 戦績 | 総合格闘技 戦績 | 総合格闘技 戦績 | 総合格闘技 戦績 | 総合格闘技 戦績 | 総合格闘技 戦績 | 総合格闘技 戦績 |
| --------------- | --------------- | --------------- | --------------- | --------------- | --------------- | --------------- |
| 28 試合         | (T)KO           | 一本            | 判定            | その他          | 引き分け        | 無効試合        |
| 24 勝           | 12              | 7               | 5               | 0               | 0               | 0               |
| 4 敗            | 0               | 1               | 3               | 0               | 0               | 0               |

| 勝敗 | 対戦相手                     | 試合結果                            | 大会名                                                                                       | 開催年月日     |
| ×    | ウスマン・ヌルマゴメドフ     | 5分5R終了 判定0-3                   | Bellator Champions Series 4: Nurmagomedov vs. Shabliy 【Bellator世界ライト級タイトルマッチ】 | 2024年9月7日   |
| ○    | パトリッキー・ピットブル     | 5分5R終了 判定3-0                   | Bellator 301: Amosov vs. Jackson 【Bellatorライト級ワールドグランプリ準決勝】                | 2023年11月17日 |
| ○    | トフィック・ムサエフ         | 3R 0:29 TKO（ボディへの右前蹴り）   | Bellator 292: Nurmagomedov vs. Henderson 【Bellatorライト級ワールドグランプリ1回戦】         | 2023年3月10日  |
| ○    | ブレント・プリムス           | 2R 1:22 KO（右ストレート→パウンド） | Bellator 282: Mousasi vs. Eblen                                                              | 2022年6月24日  |
| ○    | ボビー・キング               | 5分3R終了 判定3-0                   | Bellator 272: Pettis vs. Horiguchi                                                           | 2021年12月3日  |
| ○    | アルフィー・デイヴィス       | 5分3R終了 判定3-0                   | Bellator 259: Cyborg vs. Smith 2                                                             | 2021年5月21日  |
| ○    | アレッシャンドリ・シダーデ   | 5分3R終了 判定3-0                   | ProFC 66                                                                                     | 2019年12月22日 |
| ○    | アドリアーノ・マルチンス     | 5分3R終了 判定3-0                   | Fight Nights Global 87                                                                       | 2018年5月19日  |
| ○    | ミロスラフ・シュトルバク     | 2R 3:02 KO（右アッパー）            | Fight Nights Global 82                                                                       | 2017年12月16日 |
| ○    | グレリストン・サントス       | 1R 2:41 KO（左膝蹴り→パウンド）     | ACB 67                                                                                       | 2017年8月19日  |
| ×    | エドゥアルド・ヴァルタニヤン | 5分3R終了 判定1-2                   | ACB 49                                                                                       | 2016年11月26日 |
| ○    | マイケル・ブライトモン       | 1R 1:07 TKO（パウンド）             | ACB 41                                                                                       | 2016年7月15日  |
| ○    | ライアン・クイン             | 3R 0:13 KO（右ストレート→パウンド） | WFCA 16                                                                                      | 2016年3月12日  |
| ○    | ウー・ハオシャン             | 1R 3:05 TKO（左膝蹴り→パウンド）    | Kunlun Fight 29                                                                              | 2015年8月15日  |
| ○    | グセイン・エセンバエフ       | 1R 4:07 TKO（飛び膝蹴り→パウンド）  | ProFC 57                                                                                     | 2015年3月29日  |
| ○    | ハイサム・エルサイード       | 1R 1:29 ヒールフック                | ProFC 56                                                                                     | 2014年11月22日 |
| ○    | ルカ・プッジオーニ           | 1R 1:09 ヒールフック                | ProFC 55                                                                                     | 2014年10月19日 |
| ○    | アルセン・ウバイデュラエフ   | 1R 1:48 KO（飛び膝蹴り）            | ProFC 53                                                                                     | 2014年4月6日   |
| ×    | アルセン・ウバイデュラエフ   | 2R 2:18 リアネイキドチョーク        | ProFC 49                                                                                     | 2013年7月4日   |
| ○    | マイケル・ドイル             | 1R 0:34 TKO（左膝蹴り→パウンド）    | ProFC 47                                                                                     | 2013年4月14日  |
| ○    | タルカン・アリ・エロック     | 1R 0:17 TKO（パンチ連打）           | ProFC 45                                                                                     | 2012年12月15日 |
| ○    | アルビダス・ジリウス         | 1R 1:53 腕ひしぎ十字固め            | ProFC 41                                                                                     | 2012年8月24日  |
| ○    | アブドカル・デュカリー       | 1R 1:05 三角絞め                    | Oplot Challenge 1                                                                            | 2012年3月25日  |
| ×    | マムール・フォール           | 5分3R終了 判定1-2                   | ProFC 36                                                                                     | 2011年10月22日 |
| ○    | ルーカス・ブガラ             | 1R 0:49 ギロチンチョーク            | ProFC 30                                                                                     | 2011年8月5日   |
| ○    | デニス・アレクサンドロフ     | 2R 3:57 リアネイキドチョーク        | ProFC 29                                                                                     | 2011年7月2日   |
| ○    | セレン・セリュコフ           | 2R 0:36 TKO（パンチ連打）           | ProFC 26                                                                                     | 2011年4月8日   |
| ○    | ヴァへ・ザカリヤン           | 1R 1:23 ギロチンチョーク            | ProFC 18                                                                                     | 2010年10月21日 |